# 中城大厦
中城大厦（日語：ミッドタウン・タワー）是一棟位於日本东京都港区赤坂的一栋摩天大楼，是都市再開發計畫區东京中城内的核心建物之一。

## 概要
中城大厦位於东京中城，楼高248.1米，由东京中城管理株式会社运营和管理。是东京都最高、日本第四高的大楼。于2007年3月30日开业。

## 主要租户、设施
- 54：设施管理与维护空间(一般访客不能进入)
- 45－53：丽思卡尔顿东京酒店
- 7－44：办公楼层
  - 33－-39：迅销（Fast Retailing）
  - 33、38：mmbi（日语：mmbi）（NOTTV電視台）
  - 21、24－27层：思科系统（Cisco）
  - 8－20：雅虎日本
  - 美国道富（State Street Corporation）
- 6：东京中城医疗中心
- 5：东京中城设计中心
  - 财团法人日本产业设计振兴会
  - 社团法人日本平面设计师协会
- 4：东京中城会议厅
- 3：东京中城邮局

## 备注
与东京铁塔、东京都厅舍、太阳城60和六本木新城不同的是，没有设置展望台。最顶端的第54层是机械室等设施的管理与维护空间，一般访客无法进入。